# 考特里半島
考特里半島（英語：Coughtrey Peninsula），是南極洲的半島，位於葛拉漢地西岸的丹科海岸，處於斯康托爾普灣入口處北部，以蘇格蘭地質學家命名，現時由南極條約體系管理。